# 北弗吉尼亚
北弗吉尼亚（英語：Northern Virginia，簡稱NOVA或NoVA），是對美国弗吉尼亚州北部一些县和独立市的稱呼，此地靠近华盛顿哥伦比亚特区，2019年時估計人口為3,159,639人，占弗吉尼亚州总人口的37.02％，是弗吉尼亚州人口最多和收入最高的地区，該地的一些縣也是美國收入最高的縣之一。
北弗吉尼亚的交通基础设施包括罗纳德·里根华盛顿国家机场和华盛顿杜勒斯国际机场、华盛顿地铁、維珍尼亞鐵路特快以及州際公路系統。
该地区著名地標包括五角大楼和中央情报局，旅遊景點有始建於十三殖民地和南北战争時期的維農山莊和阿灵顿国家公墓。

## 更多阅读
- D.C. Dotcom（页面存档备份，存于） Time (2000)
- Where is Northern Virginia?（页面存档备份，存于） Bacon's Rebellion (2003)
- So Close, Yet So Far Apart（页面存档备份，存于） The Washington Post (2006)
- The Federal Job Machine（页面存档备份，存于） Time (2007)
- Will Northern Virginia Become the 51st State?（页面存档备份，存于） The Washingtonian (2008)
- The Corporate Intelligence Community: A Photo Exclusive（页面存档备份，存于） Tim Shorrock (2010)
- （页面存档备份，存于） The Washington Post (2010)